# Paul Johan Marie Coenen
Jhr. Paul Johan Marie Coenen (Rijssen, huis den Oosterhoff, 10 april 1905 – Zutphen, 26 januari 1970) was een Nederlands NSB-burgemeester.

## Biografie
Coenen was lid van het geslacht Coenen en zoon van jhr. Frederik Alexander Coenen, heer van den Oosterhoff (1861-1937) en Johanna Philippina Wilhelmina Arendina barones van der Borch tot Verwolde (1876-1962), lid van de familie Van der Borch. Hij werd geboren op huis den Oosterhoff dat via zijn paternelle grootmoeder Louise Charlotte Elisabeth Marie barones van Ittersum (1834-1900) in de familie Coenen was gekomen. In 1938 trouwde hij met Wilhelmina Maria Antoinette barones van der Borch van Verwolde (1911-1991), dochter van de burgemeester Allard Philip Reinier Carel baron van der Borch van Verwolde (1881-1944), en in 1952 met Gretha Jantina Heeres (1920); uit het eerste huwelijk werden twee, uit het tweede drie kinderen geboren.
Coenen deed de MULO en de MTS waarna hij eerst vanaf 1925 in Nederlands-Indië, vanaf 1933 weer in Nederland werkte. Vanaf 1933 was Coenen lid van de Nationaal-Socialistische Beweging; hij was voorbereider van de Landstand in Overijssel waarna hij daarvan streekleider werd. Hij was plaatselijk commandant van de Weerbaarheidsafdeling te Rijssen, na een opleiding aan de SS-Führerschule. In 1943 publiceerde hij in het tijdschrift De Zwarte Soldaat. In 1943 werd hij benoemd als lid van de NSB tot burgemeester van Olst, hetgeen hij bleef tot de bevrijding. Daarna werd hij firmant van een handelsonderneming. In 1954 en 1956 werd in zijn opdracht meubilair en antiek van het huis den Oosterhoff publiekelijk geveild; in 1960 volgde de verkoop van de voormalige havezathe.